# 이환신
이환신(李桓信, 1902년 1월 8일~1984년 6월 21일)은 대한민국의 교육자이며 기독교대한감리회 목사이다. 스스로의 교육에 집중하기 전까지는 일제강점기에 북간도에서 독립운동을 시도하였다. 두 차례 미국에 유학하였으나, 한국전쟁의 발발로 박사학위를 위한 두번째 유학은 끝마치지 못하고 귀국하였다.  이후 기독교대한감리회 감독에 선출되었으며, 연세대학교와 이화학당의 이사로도 활동하였다.

## 유년기와 청소년기
1902년 평양 근교 대동강 동쪽의 강동군에서 이은순(李殷淳, 1864-193?)과 김인환(1867-194?)의 장남으로 태어난 이환신은 2남 1년 중 막내였으나, 누나 두 명이 모두 유년기에 병사하여 독자가 되었다. 일찌기 과부가 된 어머니(이환신의 할머니)와 가난하게 자란 이환신의 아버지 이은순은 상업과 농업을 겸하며 집안의 경제 상황을 대폭 개선시켰고, 늦게 얻은 12대 독자인 이환신의 양육에 많은 공을 들였다.  7세 부터 전통적인 서당 교육을 받기 시작하여 16세에는 사서(四書)를 마치고 서경(書經)을 읽다가 시대의 변화에 따르기 위해 보통학교 2학년으로 진학했으며, 같은 해 동갑의 이명주(1902-1989)와 혼인하였다. 수안(遂安) 이씨 이명주는 강동군 한왕리 출신이며 부친은 이객선(李客善)이다.
보통학교에서는 평안남도 안주 출신으로 안주농업학교를 졸업하고 부임한 송성하(1900-?)라는 교사와 친분이 깊었는데, 송성하는 그 이전까지 민족의식이 희미하던 이환신에게 처음으로 만주 독립군의 활약상과 일본의 횡포에 대한 이야기를 전해준 사람이었다.  그는 장로의 아들로 이환신을 처음으로 교회로 인도하기도 했다.
1919년 보통학교 4학년에 재학중이던 이환신은 3·1 운동을 경험하고 더욱 독립운동에 관심을 가지게 되며, 이 무렵 평양농업학교를 졸업하고 상해에서 독립운동을 하다가 평양으로 돌아와 지하독립운동을 하던 이경선을 만나게 된다. 이경선은 독립신문 모은 것을 이환신에게 건네주었고 이를 읽은 이환신은 더욱 독립운동에 관심을 가지게 되었고, 다른 인물들에게서 계속 독립신문을 받아 보다가 결국 집을 나서 독립운동가의 길을 가려고 마음을 먹었다.
이경선은 원래 이환신이 서간도의 신흥무관학교로 갈수있도록 주선하려 했으나, 일본의 독립군 토벌이 심해지는 급박한 상황이기에 북간도 지방으로 갈것을 권하였다. 그의 말을 들은 이환신은 1919년 12월 말에 부모와 처에게 알리지 않고 강동의 집에서 가출을 하여, 평양에서 원산까지 기차로, 원산에서 청진까지 배로 이동한 후, 청진에서 종성을 통해 파수병이 술 마시며 노는 틈을 타 두만강을 건넜다. 북간도에서는 용정과 국자가(局子街)를 거쳐 북상하여 역시 독립운동을 목적하고 얼마 전 넘어온 동향 출신의 청년 이호빈을 만나 약 4년의 만주 생활을 시작했다.

## 만주 시절
독립운동을 위해 무작정 간도로 향한 이환신은 이호빈과 합류한 후, 임시정부의 북간도 특파원이었던 정재면을 만났다. 정재면은 이환신과 이호빈에게 나라의 미래를 위해 공부를 할 것을 권했는데, 이는 당시 독립운동의 지도자들의 장기적인 민족 역량 강화가 필요하다는 깨달음과 맥을 같이 하였다. 1920년 첫 3·1 운동 기념식을 정재면과 함께 참석하며 더욱 독립운동의 의지를 다진 이환신과 이호빈은 그 해 가을 드디어 이준 열사의 아들 이용이 명월구(明月溝)에 세운 독립군 사관학교에 입학을 하였다. 그러나 일본군의 강화된 독립군 토벌 때문에 사관학교는 불타버리고 독립군들은 뿔뿔이 흩어지게 되어 이들의 사관학교 생활은 불과 몇 주만에 끝나고 만다.
정재면을 따라 일본군을 피해 피난을 떠난 이환신이 돈화현에 도착했을 때는 각지에서 피난민들과 김좌진 장군을 포함한 퇴각하는 독립군이 그곳에 모여들고 있었다. 이환신은 대한민국임시정부 임시주외재무관서의 아령(俄領:러시아) 부재무관으로 임시정부를 위한 독립자금을 모집하고 있던 유찬희을 처음 그곳에서 만나게 되었고, 그에게서도 허송세월하지 말고 공부하라는 조언을 들었다. 이환신은 지인들과 떨어져 독립군 일행과 함께 길을 떠나 러시아로 향했다. 목단강을 거쳐 러시아로 넘어가기 전, 추운 겨울을 나기 위해 큰 한인 농장이 있는 고산툼 마을의 빈집에서 같은 처지의 독립군 장교 한 사람과 머물게 되었다. 이듬해인 1921년에는 이웃의 응원과 도움으로 중국 중학교 진학의 꿈을 품고 학비 마련을 위해 벼농사를 지었으나 가뭄으로 인한 흉작으로 그 꿈은 무너졌다.  좌절한 이환신은 그 해 겨울 유찬희에게 연락하여 돌아오라는 답신을 받고서는 기대에 차서 바로 400리 눈길을 홀로 여행하여 돈화현으로 돌아갔다.
독립군 토벌 열풍이 지난 간도에는 일본의 영향력이 한국 본토와 같이 강해졌고, 독립군은 대부분 러시아로 넘어간 상황이었다. 유찬희도 일단 노골적인 독립운동 보다는 교육과 기독교를 통한 민족 교육에 노력을 하였고, 그 일환으로 돌아온 이환신에게 자신이 관리하는 교회 부속 소학교의 교사일을 맡겼다. 또한 다시 만난 이호빈을 따라 교회에 정기적으로 참석하게 되었으며, 본격적으로 종교적인 훈련을 하는 계기가 되었다. 
약 4년의 간도 생활을 한 이환신은 유찬희의 소개로 길림에 있던 남감리회 소속 최수영 목사에게 1923년 7월 15일 세례를 받고, 그의 소개와 조언으로 신학교를 가기 위해 서울로 향했다.

## 1920년대 서울 생활

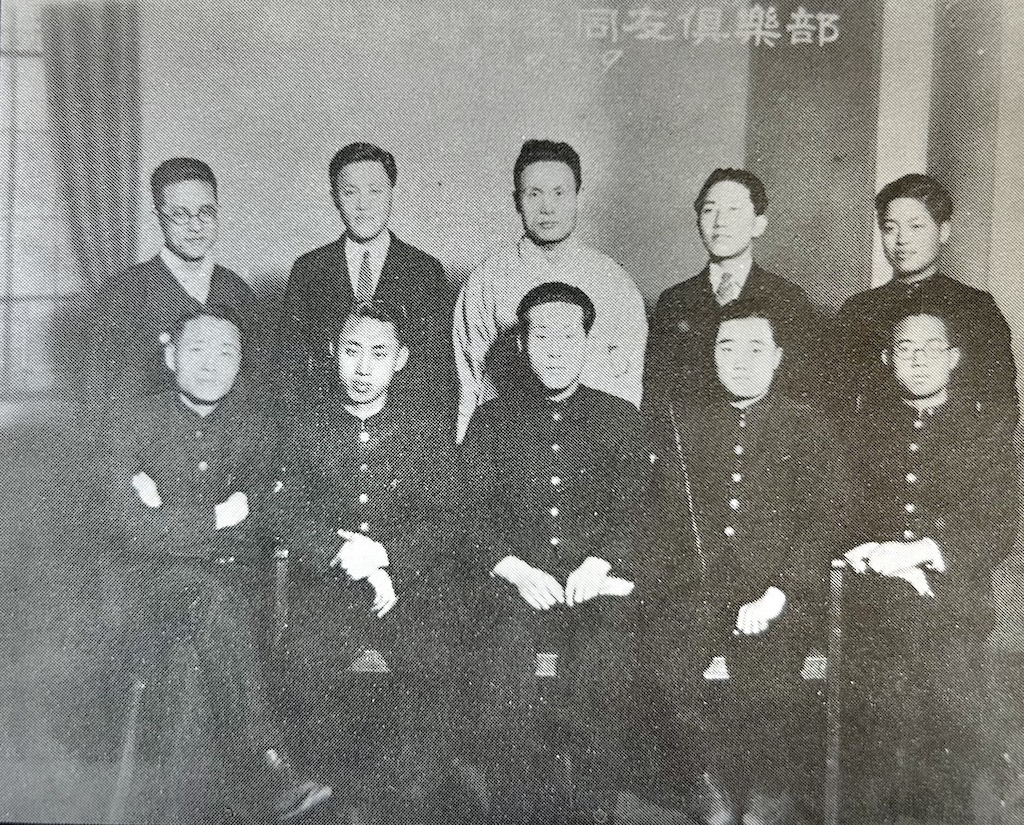
1929년 연희전문학교 학생기독청년 동우 구락부. 이환신은 앞줄 가장 왼쪽.

1923년 가을, 이환신은 고향 강동에 들르지 않고 바로 평양을 통해 서울로 갔다. 그의 회고록에 따르면, 독립사업에 당장 나설만한 자격을 갖추기 전에는 고향에 돌아가지 않겠다는 결심이 있었으며, 또한 간도에서 만난 동료들 중 고향에 갔다가 일본 헌병대에 체포되어 죽음을 당하거나 고생한 사람들이 있었기 때문에 서울로 직행한 것이다. 이환신은 서울에 도착하자마자 피어선성경학교로 향하여 학업을 시작했으나, 1년 후 감리교 협성신학교로부터 입학 허가를 받아 옮겼다.
협성신학교 재학 기간에는 가까워진 이용도와 간도에서 내려온 이호빈과 함께 3명이 방 하나를 얻어 자취생활을 하였다. 이환신은 재학중 강원도 인제군 기린교회에서 1년간 견습목회를 하였다. 이용도는 졸업 후 강원도 통천에 부임하고 이호빈은 다시 간도의 교회 사역을 위해 떠난 반면, 이환신은 1927년 부터 연희전문학교 문과에서 학업을 계속하였고 1931년에 졸업하였다. 연희전문은 3년 과정이었으나, 고등학교 교육없이 스스로 공부한 것으로는 부족하여 첫 학기를 낙제하여 졸업에 4년이 걸린 것이다. 그러나 3학년 때에는 영어 실력도 월등이 늘어 영어 원서, The Bible and Social Problems를 번역 출간하여 생활비에 보태기도 했다.

## 미국 유학과 귀국
1931년 연희전문학교를 졸업 후 이환신은 미국 테네시주의 밴더빌트 대학 신학부에 유학을 한다. 유학을 위해 신청한 여권은 다행히 6개월 정도 후 신원조회를 통과하여 발급이 되었는데, 이는 고향에서 간도로 가출한 것에 대하여 당시 원탄면 면장인 과거의 훈장 선생님이 일본 관공서에 이환신은 모범생이며 불순한 의도가 없다고 여러 차례 보고했던 것이 도움이 되었던 것으로 보인다. 1931년 8월 20일자 신한민보에 신요마루 선편으로 도착한 이환신의 기사가 실렸다.
이환신씨 유학차로 13일 도미. 경성 연전을 졸업한 후 협성 신학교를 필한 이환신군은 다시 미주 유학을 목적하고 지난 13일에 입항한 신요마루 선편으로 도래하여 이민국에서 하룻밤을 경과한 후 그 익일에 합류하였는데, 이씨는 장차 추기 개학시에 내슈빌에 있는 벤더빌트대학 신학과에 입학할 예정이라더라.

상항을 통해 미국에 입국한 이환신은 개학 전 까지 근처 포도농장에서 일하며 여비를 벌었다. 대학 재학 중에는 장학금을 받아 학비와 생활비에 충당했으나, 대공황으로 불경기이던 당시 상황에 생활은 어려웠다. 당시 6-9명의 한인 학생들 중 나이가 가장  많았으나 빨리 학업을 끝내 1933년에 신학학사 학위를 받으며 졸업하였다.
학사 졸업 후 이환신은 펜실바니아 대학의 사회학과의 석사과정에 입학하여 2년 후인 1935년 졸업하였다. 그는 석사 학위 취득 후에 박사 진학을 고려했으나, 오래 떨어져 지낸 가족과 연로한 부모님 때문에 귀국을 결심하였고,  마침 조선감리회 총리원 교육국 총무였던 유형기로부터 청년사역을 제안받아 귀국하여 총리원에서 재직하게 된다.

## 평양요한학교와 해방
이환신은 총리원에서 전국적인 청년 운동을 이끌면서 청년 지도자들을 위한 지침서를 출판하는 등 활발한 활동을 했으나, 2년 후에는 평양으로 이동하게 된다. 그는 그 이유에 대해 회고록에 기록하였는데, 시국이 어려워져 집회가 힘들어지며 지하 운동이 더욱 중요해졌고, 당시 적극적 친일파인 정춘수 감독의 취임으로 총리원의 분위기가 급변했기 때문이었다고 한다. 마침 서북지역에서 40년 넘게 교육 진흥 사업을 해온 문요한 (John Z. Moore) 선교사를 만나게 되어 그의 마지막 프로젝트인 신학교 설립에 1937년 부터 참여하게 된다.  문요한, 서위렴 (William E. Shaw) 선교사와 함께 설립을 준비하였는데, 문요한은 한국인이 맡아 이끄는 학교를 계획하고 있었고 이환신을 그 적임자로 생각하였다. 또한 1937년 5월 8일에는 양주삼 총리사에게 목사 안수를 받고 기독교 조선감리회 서부 연회에 준회원이 되었다.

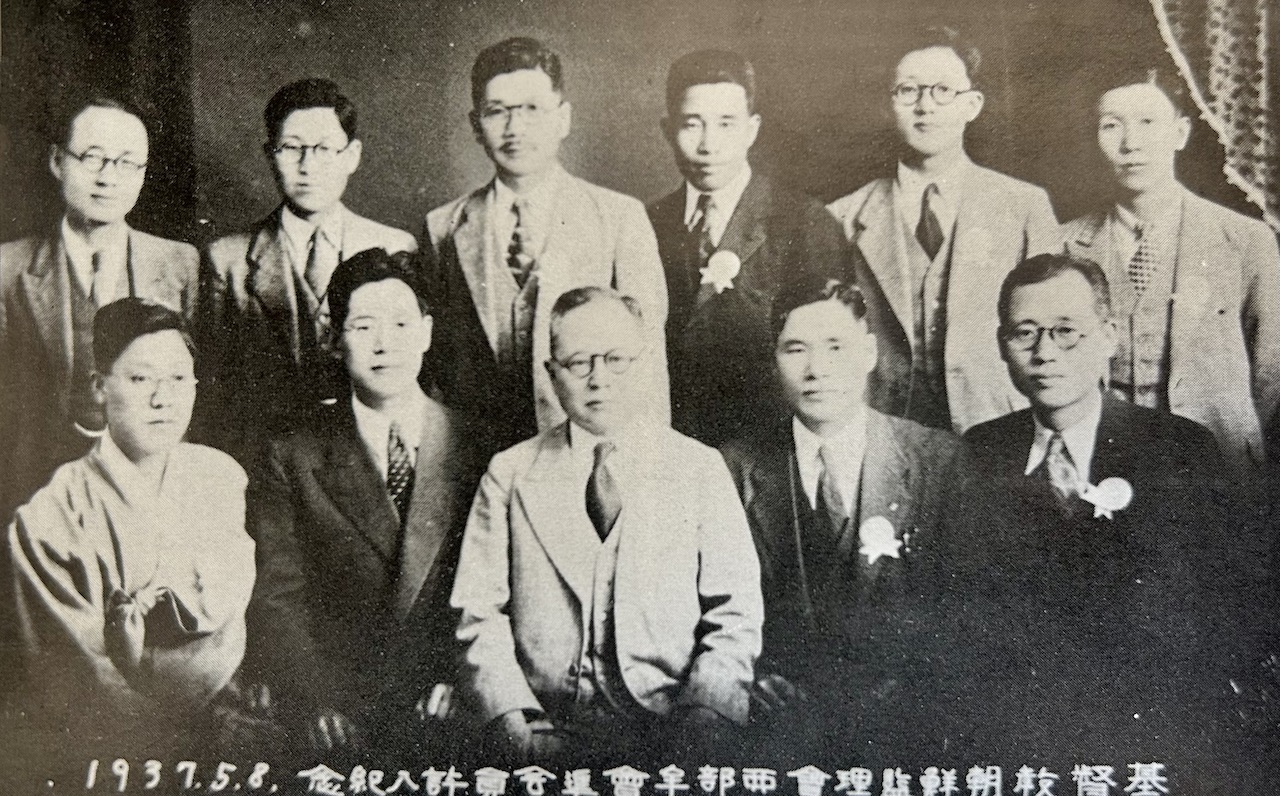
1937년 5월 8일. 기독교 조선감리회 서부연회 준회원 허입기념. 윗줄 좌측 부터 이환신, 홍현설, 김산, 박성주, 박태진, 노형태, 아랫줄 좌측부터 박찬식, 정일형, 양주삼 총리사, 조윤숭, 송흥국.

계획한 학교는 평양요한학교라는 이름으로 세워졌고, 1938년 3월에 첫 입학생을 모집하며 입학 시험을 치렀다. 당시 서울의 감리교신학교는 친일 세력이 교단을 장악한 후 기독교 과목은 대폭 줄이고 일본 종교와 교양 과목들을 늘린 상태였던 반면, 평양요한학교는 충실한 기독교 신학교다운 교과과정을 유지했다. 1939년 10월에는 총독부의 정식 인가를 취득하여 본과 3년, 연구과 3년, 총 6년제 학교가 되었다. 설립 이사이자 학감이었던 이환신은 일본의 미국인에 대한 박해가 심해지자 문요한 선교사를 대신하여 1940년부터 요한학교의 교장이 되었다.
정춘수의 친일 교단은 일제 세력과 함께 끊임없이 평양요한학교를 장악하기 위한 공작을 펼쳤으나, 문요한은 설립자의 적법한 권한으로 정춘수와 추종자들을 이사진에서 해임하고 이윤영 목사를 이사장으로 세워 친일 교단의 제도적인 장악을 막으려 노력했다.  정춘수 감독은 1941년 요한학교의 저항 세력이었던 이윤영과 이환신을 감리회 목사직에서 파면하기에 이르렀고, 이환신은 이에 굴하지 않고 매일신보를 통해 요한학교의 교단으로부터의 독립을 선언하며 이들 세력을 피해 학교 운영을 계속해 나갔다.  교과 과정은 충실했으며, 역사 강의 중에는 비밀리에 한국사 강의도 하였다.
일본이 미국과 전쟁을 시작하자 학교를 포함한 모든 곳에서의 한국어 금지는 더욱 엄격해졌으며, 요한학교에는 1942년 폐교령이 내려졌다. 이환신은 학무국을 찾아가 신입생은 받지 않더라도 재학생들의 졸업 시킬 수 있도록 허가를 받아 방학없이 수업을 진행하였고, 건물을 빼앗긴 1943에는 임시 교사로 옮겨 수업을 계속하여 1944년 3월에는 모든 재학생을 졸업시키고 폐교가 되었다.
이환신은 폐교직후 지인들로부터 자신이 불령선인으로 전시 예비검속자 명단에 올라 있다는 귀띔을 받고 평양을 떠나 시골인 영변군 구장으로 가족들을 보내, 자신은 근처 산속의 임업회사에 머물며 벌목 및 숯굽는 일을 하다가 해방을 맞았다. 해방이 되자 평양에서 독립기념 연설회 연사로 뽑혀 많은 군중들 앞에서 연설을 하기도 했다.  해방과 함께 당시 안재홍이 이끄는 건국준비위원회의 교육부에서 잠시 일을 보았으나, 소련군의 진주와 공산당의 발빠른 활동에 위협을 느껴 월남하였다.

## 해방 후

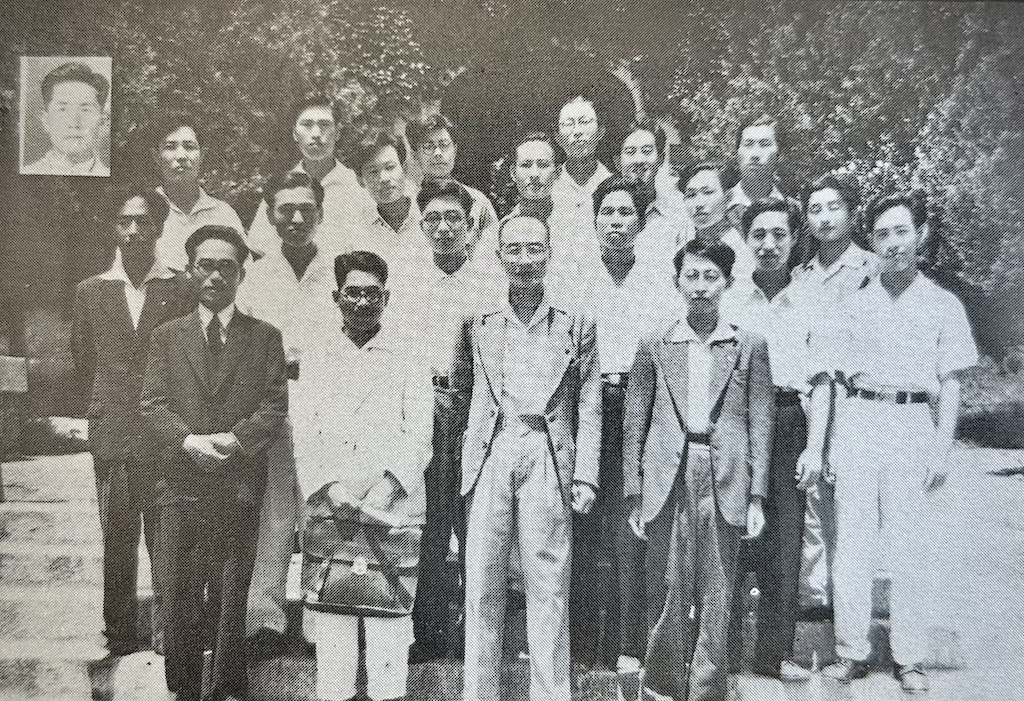
연희대학교 신과대학장 시절. 교수 및 학생들과 함께.

해방 후 월남한 이환신은 가장 먼저 연희전문학교 재건에 힘썼다. 1945년 12월, 신학부 부부장이 되어 부장인 장석영 목사와 함께 신학부를 설치하고, 요한학교 교수였던 박상래가 초빙되어 신학과 교수가 되었다. 1946년 3월에는 대학 준비위원회의 일원으로 대학 설립을 준비하여 1946년 7월 미군정청에 연희대학교 설립신청서를 제출, 같은 해 8월 15일에 허가를 받았다. 신학대학 초대 학장 장석영에 이어 이환신은 1946년 11월부터 1948년 7월까지 제 2대 학장을 지냈다. 또한 학생 배지 모표 도안 준비위원이 되어 1947년 부터 지금까지 사용되고 사용되는 학생 배지의 디자인을 결정했다. 당시 이화여자대학교의 협성교회도 1946년 10월 22일 다시 문을 열면서 이환신이 담임 목사로 시무했다. 1947년 7월에는 노르웨이의 오슬로에서 열린 세계 기독 청년대회에 YMCA 대표로 참석했다.

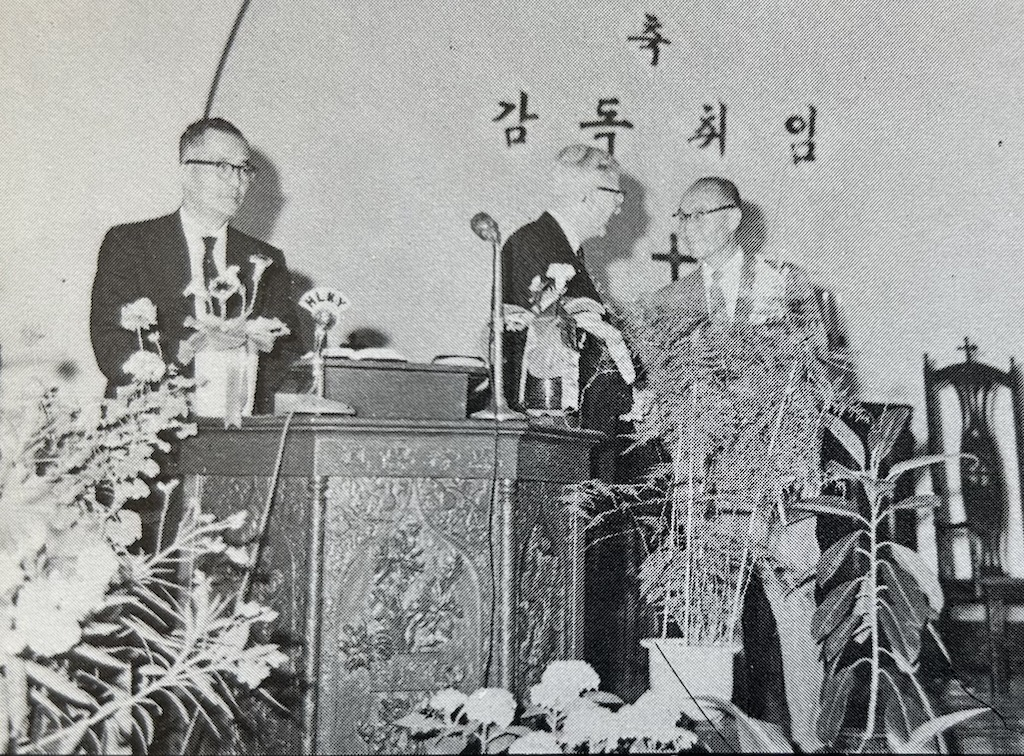
1962년 이환신 감독 취임

1948년 부터 박사 학위를 위하여 십자군 장학금을 받아 미국 남가주대학에서 수학하였다. 그러나 6.25 전쟁의 발발로 인해 학업을 마치지 않고 귀국하였다. 1951년에는 부산으로 피난와 개학한 연희대학교 임시교사 신학대학에서 문의학(問議學)이라는 이름으로 국내 최초의 목회상담학을 가르쳤다. 같은 해 대한 YMCA 연합회 간사로 취임하여 전란 중에 YMCA 재건에 힘썼으며, 1952년 1월에는 "YMCA 전문학원"을 개설하여 전문 사역자를 양성했다. 1952년 6월부터 1954년 4월까지는 대한 YMCA 연합회 총무로 일하면서 소년부와 출판부를 신설하였다.
1954년부터 1962년까지는 감리교신학대학의 교수였으며, 1962년에 감리교 감독으로 선출되어 1966년까지 시무하면서 감리교단의 분파간의 갈등을 줄이고 화합하는 정책을 펴나갔다. 이환신 감독도 친일파에 의해 피해를 보았으나, 그 관계자들에 대한 복수나 정죄 보다는 감리교 교리적 화합을 추구한 것이다. 또한 당시 총리원의 많은 빚을 청산하기 위해 노력했다. 감리회관을 전체를 세놓고 작은 사무실로 이사갔으며 철저한 예산 관리로 2년만에 모든 빚을 갚았다.이 모든 것은 "선교할 수 있는 감리교"를 만든다는 목표에서 이루어진 것들이었다.
1963년에는 모교인 연세대학교에서 명예 신학 박사 학위를 받았다. 1964년 태국의 방콕에서 열린 East Asia Christian Conference의 대표자로 참석했고, 같은 해 4월 26일 피츠버그에서 열린 Methodist General Conference 참석차 미국을 방문하여 여러 곳을 순방하였다. 4월 15일에는 Ohio Northern University에서 강연을 하고, 5월에는 Northwest Texas Annual Conference에 참석하여 첫날 성찬과 저녁 예배 설교를 담당하며 한국 감리교회의 상황에 대해 나누었다.  1965년 3월 21일에는 정동교회에서 "선교할 수 있는 감리교"의 비전에 맞게 한국 감리교 최초로 7명의 해외 선교사를 임명하였다. 1962년부터 1972년까지는 학교법인 연세대학교 이사 및 부이사장, 학교법인 이화학당 이사 및 전체 이사회 의장을 맡았다. 1967년부터 1974년까지 연세대학교회 담임 목사로 시무하였다. 1974년 부터 10년간은 알파-오메가 성서연구회를 인도 (총 465회) 하였다.